# Sigmaringen
Sigmaringen est une ville située dans le sud de l'Allemagne, dans le land du Bade-Wurtemberg, sur le Danube.
Mentionnée dès 1077, elle est successivement capitale de la principauté de Hohenzollern-Sigmaringen, puis de la province de Hohenzollern. Elle est réputée pour son château, parfaitement préservé, qui servit de siège au gouvernement en exil du régime de Vichy à la fin de la Seconde Guerre mondiale. Le château n'a de féodal que le site et l'allure d'ensemble. Les bâtiments et leur décoration intérieure sont des pastiches de différents styles.
C'est le lieu de naissance des rois de Roumanie Carol Ier et Ferdinand Ier, ainsi que du capucin et martyr saint Fidèle de Sigmaringen (1577-1622) et du médecin Theodor Bilharz.

## Histoire
| Appartenances historiques Duché de Souabe 915-1052 Comté de Zollern 1052-1576 Comté de Hohenzollern-Sigmaringen 1576-1623 Principauté de Hohenzollern-Sigmaringen 1623-1849 Royaume de Prusse (Province de Hohenzollern) 1849-1918 Empire allemand 1871-1918 République de Weimar 1918–1933 Reich allemand 1933–1945 Allemagne occupée 1945–1949 Allemagne de l'Ouest 1949–1990 Allemagne 1990–présent |

### Préhistoire et protohistoire
L'histoire de l'habitat dans la région de l'actuelle ville de Sigmaringen remonte au Paléolithique.[réf. nécessaire] Au Zigeunerfels dans la Schmeietal près d'Unterschmeien, des pièces isolées datant du Mésolithique/Néolithique ont été trouvées. (couche A). La zone d'habitat de la culture des champs d'urnes est attestée de 1000 à 500 avant  J.-C. dans le quartier actuel de Laiz. De la période de Hallstatt, on a par exemple découvert à Laiz de nombreux tumulus celtes contenant des objets richement peints et ornés. Entre environ 50 et 80 apr. J.-C., le Danube constituait la frontière de l'Empire romain. A cette époque, une voie romaine menait par Laiz du lac de Constance en direction de Winterlingen et Burladingen, une autre menait de la région de Singen par Vilsingen en direction de Bingen, Scheer et Hundersingen. Ils utilisaient le gué en aval de la barrage sur le Danube à Laiz, où les restes d'un pont en bois ont été découverts lors de la régularisation du Danube en 1975. Découvertes et fouilles de domaines romains à Laiz dans le Gewann « Bergöschle », à Inzigkofen dans le Gewann « Krummäcker », à Sigmaringen, dans les terrains « Steinäcker » et « Wachtelhau », ainsi que la ferme romaine de Laucherthal témoignent de son importance en tant que région agricole à l'époque romaine.
Un cimetière paléolithique se trouve au sud-est de la ville actuelle. Celui-ci témoigne de la fondation de la colonie du « Sigmar », probablement au 6e siècle. Le fourreau d'épée de Gutenstein, trouvé dans le quartier Gutenstein, date également de cette première époque.

### Moyen Âge
C'est au XIe siècle, à la fin du Haut Moyen Âge, que le premier château fort a été construit sur le rocher qui barre la vallée. La première mention dans un document date de 1077, lorsque le roi Rudolf von Schwaben assiégea en vain le château de Sigmaringen. La fondation officielle de la ville date de 1250.
Le premier curé de Laiz est mentionné en 1231. En 1275, le doyenné de Laiz comptait quinze paroisses. En 1377, les filiales de Sigmaringen, Brenzkofen, Gorheim, Hedingen, Bold (Paulterhof), Inzigkofen, Ober- et Unterschmeien sont mentionnées comme appartenant à la paroisse de Laiz.
En 1325, la ville fut vendue au comte Ulrich III de Württemberg. En 1480, Sigmaringen obtint sa propre paroisse. Cependant, jusqu'en 1744, les défunts trouvaient leur dernière demeure dans le cimetière de Laizer, près de l'église.
Dans les années 1460 et 1500, le château-fort fut transformé en château. Par l'intermédiaire des comtes de Werdenberg, Sigmaringen passa en 1535 à la haute noblesse de la Hohenzollern, le comte Karl von Hohenzollern obtenant le comté de Sigmaringen comme fief. Quatre ans plus tard, le château fut ravagé par un incendie. En 1540, Sigmaringen et Veringen passèrent définitivement à la maison de Hohenzollern par le biais du « traité de Pfullendorf », le comte Charles Ier de Hohenzollern s'installa dans le château et c'est ainsi que Sigmaringen devint le siège d'une lignée de Zollern.

### Époque moderne

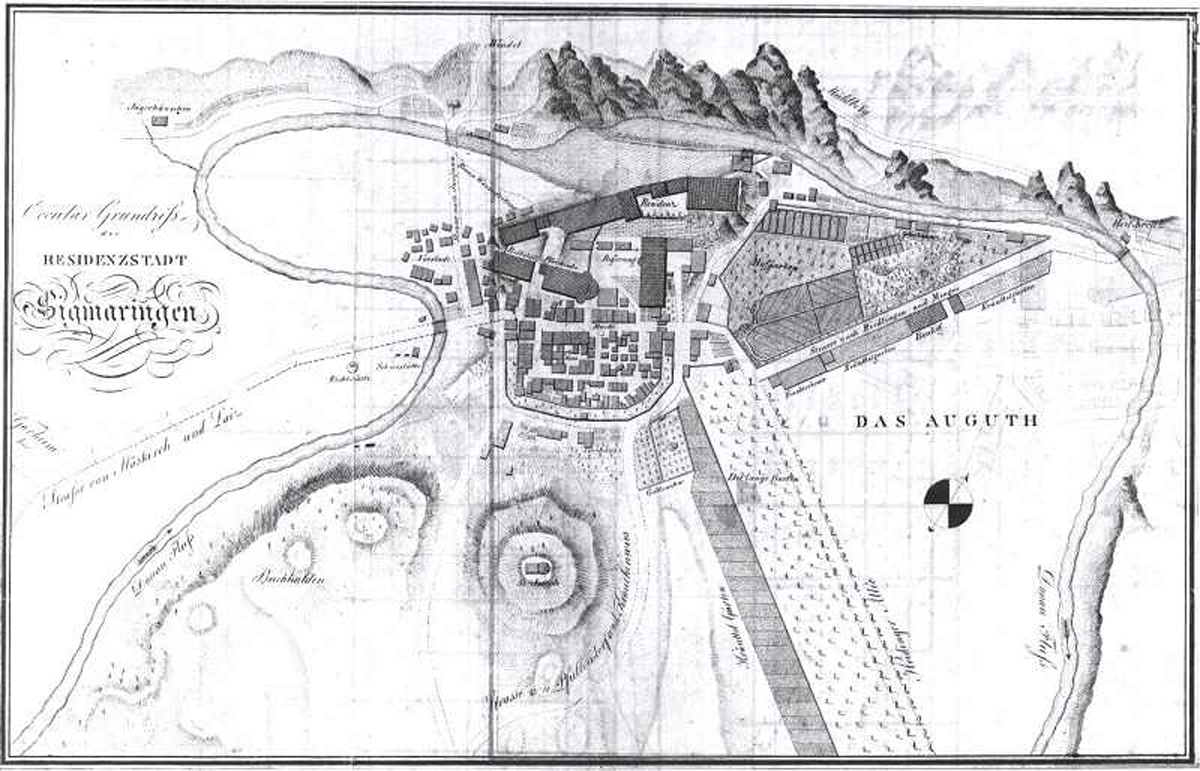
Plan de ville de Sigmaringen vers 1809.

En 1632, les Suédois occupèrent le château pendant la guerre de Trente Ans. Après avoir été chassés entre-temps par les troupes impériales, le général Gustaf Horn s'en empara à nouveau en 1633 pour les Suédois. La partie orientale fut alors détruite par un incendie.
Entre 1801 et 1806, Amalie Zephyrine von Salm-Kyrburg, l'épouse du prince héritier Anton Aloys von Hohenzollern-Sigmaringen, qui vivait à l'époque à Paris, a réussi à s'emparer de la ville, grâce à ses relations avec Joséphine de Beauharnais, l'épouse de l'empereur Napoléon Bonaparte, évite la médiatisation à la fois de Hohenzollern-Sigmaringen et de Hohenzollern-Hechingen. Contrairement à de nombreuses autres petites principautés, la principauté de Hohenzollern a été maintenue en tant que souveraineté. Ainsi, de 1806 à 1849, Sigmaringen fut capitale et résidence de la principauté souveraine de Hohenzollern-Sigmaringen. C'est à cette époque que la ville s'est développée de manière marquante. La Carlsplatz, rebaptisée plus tard Leopoldplatz, et la Karlstraße avec ses bâtiments seigneuriaux sont les parties les plus marquantes de cet aménagement urbain.
Le 4 juin 1817, la dernière exécution publique a eu lieu à Sigmaringen. Le lieu d'exécution du condamné pour assassinat et vol était le « Galgenberg », l'ancien terrain d'exercice de l'armée de Hohenzollern sur les hauteurs de Laiz.

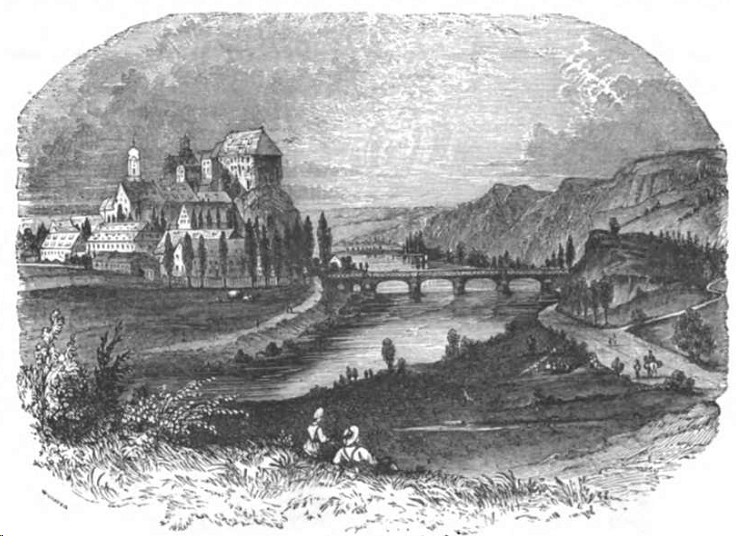
Vue de Sigmaringen vers 1843.

À la suite de la révolution à Sigmaringen de 1848, les princes de Hechingen et de Sigmaringen renoncèrent à leur souveraineté en 1849, ce qui fit que les deux principautés furent rattachées à la Prusse en 1850. Elles furent regroupées dans la circonscription administrative de Sigmaringen, appelée plus tard Hohenzollernsche Lande. De 1850 à 1945, Sigmaringen fut le siège du Gouvernement prussien. gouvernement pour les Hohenzollernschen Lande. Karl Anton von Hohenzollern-Sigmaringen fut ministre-président de Prusse de 1858 à 1862. De 1873 à 1972, la ville fut en outre le siège de l'association régionale des communes de Hohenzollern.

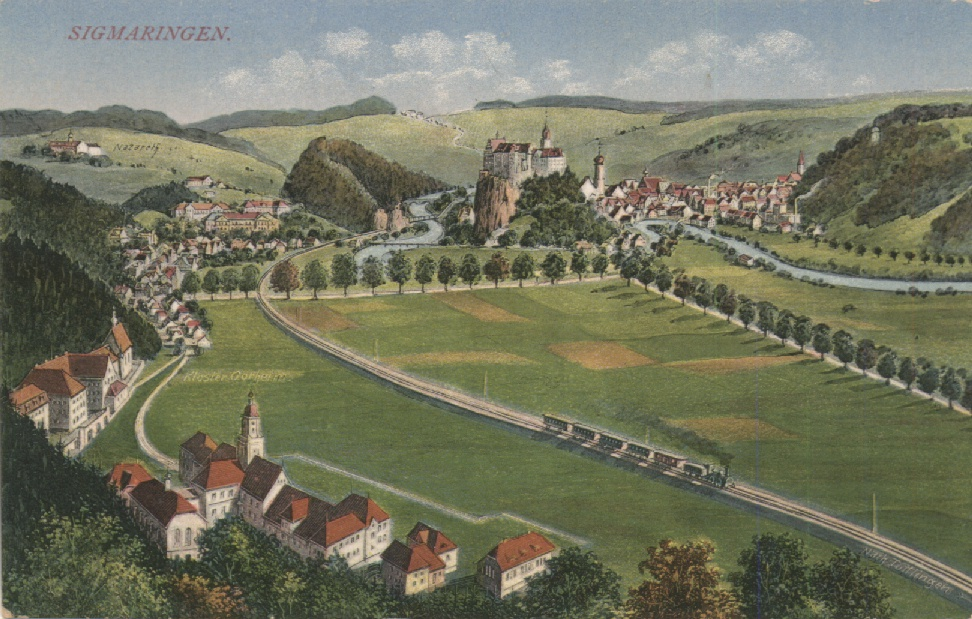
Vue de la ville depuis l'ouest (au plus tard en 1912).

Pendant la Première Guerre mondiale, environ 150 jeunes hommes de la ville sont tombés au combat. Une plaque de cuivre dans l'hôtel de ville les commémorait. Elle fut cependant fondue en 1943, ainsi que la gouttière en cuivre de l'hôtel de ville. Avec la fin de la guerre en 1918, le lien dynastique entre la Prusse et les Hohenzollern, qui légitimait le pouvoir, a également disparu à Sigmaringen.

Vue d'avion en 1929.

Pendant la période du national-socialisme, il existait à Sigmaringen un propre service de la Gestapo, d'abord prussien. Depuis 1937, il dépendait du Stapoleitstelle Stuttgart.
Entre 1934 et 1942, plus de cent hommes prétendument « malades héréditaires » de toute la région de Hohenzollern et des localités voisines ont été stérilisés dans l'ancien hôpital Fürst-Carl-Landeskrankenhaus zwangssterilisieren. Le 12 décembre 1940, 71 patients handicapés mentaux et malades psychiques furent pour la première fois victimes de l'assassinat de malades par les nationaux-socialistes, connu après 1945 sous le nom d'Action T4. La déportation dans des bus gris a conduit, avec Sigmaringen comme seul établissement psychiatrique de Hohenzollern, au centre de mise à mort du château de Grafeneck, où les femmes et les hommes désignés comme « vie non digne d'être vécue » ont été assassinés. Après la fermeture de Grafeneck en décembre 1940, une nouvelle déportation a eu lieu le 14  mars 1941 vers le NS-Tötungsanstalt Hadamar. Au total, 91 des 213 patients de l'époque ont été déportés dans le cadre des meurtres de malades nazis et dont 90 ont été assassinés,.

### L’enclave française (1944-1945)
Les princes de Hohenzollern, suspects depuis la défection de leur cousin le jeune roi Michel Ier de Roumanie, sont placés en résidence surveillée le 20 juillet 1944 et le château est réquisitionné.

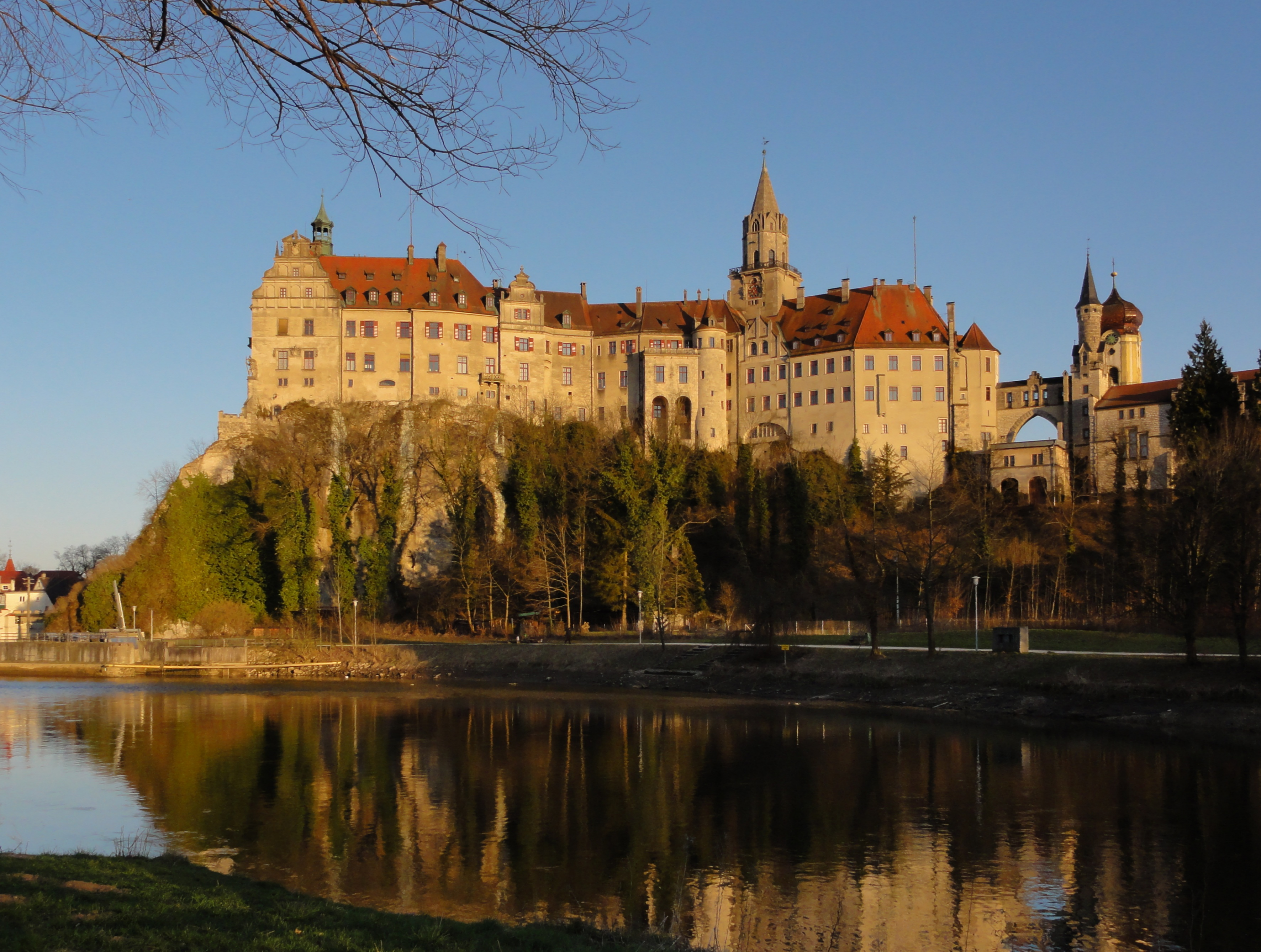
Le château de Sigmaringen.

Le 7 septembre 1944, fuyant l'avancée des troupes alliées en France, alors que l'Allemagne est en flammes et que le régime de Vichy n'existe plus, un millier de Français collaborateurs (parmi lesquels une centaine d'« officiels » du régime de Vichy, quelques centaines de membres de la Milice française et de militants des partis collaborationnistes et la rédaction du journal Je suis partout) mais aussi des attentistes s'exilent à Sigmaringen. Le maréchal Pétain et Pierre Laval emmenés, contre leur gré, par les Allemands dans leur retraite en août 1944 y ont résidé jusqu'en avril 1945. La commission gouvernementale, présidée par Fernand de Brinon et censée incarner la continuité du régime vichyste, y est constituée, composée d'anciens membres des gouvernements de Vichy mais certains qui ont suivi Pétain à Sigmaringen ont refusé d'y participer. Cette commission est entourée d'un aréopage collaborationniste dont Louis-Ferdinand Céline. Le château reçoit le statut d'extraterritorialité et devient une enclave française, où le drapeau tricolore est hissé devant le château, Pétain ayant fait décrocher celui qui avait été placé au sommet, à côté des armes des Hohenzollern. Les visiteurs sont même obligés de présenter une pièce d’identité, puisqu’ils pénètrent en territoire français. Deux ambassades, l'une pour l'Allemagne, l'autre pour le Japon, ainsi qu'un consulat italien, apportent une caution diplomatique à la commission. Ce « gouvernement de Sigmaringen » dure jusqu'en avril 1945.
Pétain, dès son départ de Vichy, se considérant avec ses ministres comme prisonniers, décide de cesser ses fonctions, et donc de ne plus prendre de décision pour protester. Laval fait de même. Malgré les efforts des collaborationnistes et des Allemands, Pétain ne reconnaîtra jamais cette commission.
La suite de Pétain, et ses ministres, quoiqu'en « grève », logent dans le château de Sigmaringen réquisitionné, Pétain choisissant une suite pas trop grande car moins froide. Tous les autres sont logés dans les écoles et les gymnases, transformés en dortoirs, dans les rares chambres chez l'habitant et dans divers hôtels de la ville, comme le Bären ou le Löwen, qui reçoivent les plus prestigieux invités, notamment l'écrivain Louis-Ferdinand Céline, qui en raconte plus tard les détails, à sa manière, dans son livre D'un château l'autre. Il y parle longuement de la brasserie du Löwen où les Français se donnent rendez-vous pour suivre l'avancée des Alliés et parler des dernières rumeurs sur la victoire imminente, mais improbable, de l'Allemagne.
Les chefs miliciens cherchent à recruter de nouveaux adhérents pour gonfler l'effectif de la Franc-garde, en détectant des sympathisants, en particulier dans les camps de travailleurs, de prisonniers en Allemagne. Leur but, faire triompher l’idéal d’une véritable Révolution nationale, en préparant activement la lutte clandestine, en créant des maquis. L'opération Maquis blanc consiste à parachuter des agitateurs politiques, qui, le moment venu, sèmeront la panique et prépareront de futurs maquis, soit des agents de renseignement qui pourront s'infiltrer plus facilement que les agents allemands.
Les exilés dans les habitations exiguës de la ville vivent difficilement l'été mais surtout l'hiver sous les grondements des bombes américaines et dans un froid intense qui atteint –30 °C en décembre 1944. Les logements précaires, la nourriture insuffisante, la promiscuité des paramilitaires, le manque d'hygiène, provoquent de nombreuses maladies (grippes, phtisies) et une mortalité importante chez les enfants, maux que soignent tant bien que mal les deux seuls médecins français, le docteur Destouches, alias Louis-Ferdinand Céline et le docteur Ménétrel.
À l'approche des Alliés en avril 1945, la plupart s'exilent de nouveau : Pétain est emmené par les Allemands, après des pérégrinations, à la frontière suisse, Laval s'envole pour l'Espagne, de Brinon se réfugie dans les environs d'Innsbruck, d'autres personnalités du régime trouvent refuge en Italie du Nord.

### Après 1945
Depuis 2010, le prince Karl Friedrich de Hohenzollern-Sigmaringen est à la tête de la maison. À travers le groupe Zollern (métallurgie, patrimoine forestier, menuiserie, tourisme), il est le premier employeur du district.

## Politique et administration

### Jumelages
- Feldkirch (Autriche) depuis 1996
- Boxmeer (Pays-Bas) depuis 2001

#### Pacte d'amitié
- Thann (France) depuis 1974

## Culture locale et patrimoine
- Église catholique Saint-Gall (Katholische Kirche Sankt Gallus) : église baroque doté d'un orgue de tribune construit en l'an 2000 par la manufacture Späth, dans un buffet réalisé par Xaver Mönch en 1964. Vitraux.

### Personnalités liées à la commune
- Pascal Wehrlein, champion du monde de Formule E est né à Sigmaringen.

#### Sigmaringen vu par Céline
Louis-Ferdinand Céline, dans son livre D'un château l'autre, fait une description de la ville : 

« […] Siegmaringen ? [sic] pourtant quel pittoresque séjour !… vous vous diriez en opérette…  le décor parfait… vous attendez les sopranos, les ténors légers… pour les échos, toute la forêt !… dix, vingt montagnes d'arbres !… Forêt Noire, déboulées de sapins, cataractes… votre plateau, la scène, la ville si jolie fignolée, rose, verte, un peu bonbon, demi-pistache, cabarets, hôtels, boutiques, biscornus pour “metteur en scène”… tout style “baroque boche” et “Cheval blanc”… vous entendez déjà l'orchestre !… le plus bluffant : le Château !… la pièce comme montée de la ville… stuc et carton-pâte !… […] »